# Station Rahden (Kr Lübbecke)
Station Rahden (Kr Lübbecke) (Bahnhof Rahden (Kr Lübbecke)) is een spoorwegstation in de Duitse plaats Rahden, in de deelstaat Noordrijn-Westfalen. Het station bevindt zich aan het noordelijke einde van de Spoorlijn Bünde - Bassum, welke aansluiting heeft op de spoorlijn Löhne - Rheine.

## Geschiedenis
Het station Rahden werd op 1 oktober 1899 geopend en was toen het eindpunt van de spoorlijn uit Bünde. Een jaar later werd de lijn verder verlengd naar Sulingen en nog een jaar later naar Bassum. Op 15 januari 1910 volgde de inauguratie van de spoorlijn via Uchte naar Nienburg.
Het reizigersvervoer naar Nienburg werd op 29 september 1968 gestaakt, aan het einde van het jaar 1996 werd al het spoorvervoer op die lijn gestaakt.
Het reizigersvervoer naar Bassum werd op 27 mei 1994 stilgelegd, gevolgd door het goederenvervoer op 1 september 1995. Aan het einde van het jaar 1997 werd begonnen met de ontmanteling van de spoorlijn.

## Locatie
Station Rahden bevindt zich aan de oostrand van het centrum van Rahden. Het ligt aan de voormalig doorgaande spoorlijn Bassum-Herford, die ook wel de Ravensberger Bahn genoemd werd. Deze spoorlijn is ingekort tot het traject van Rahden via Bünde naar Herford aan de spoorlijn Hannover - Hamm.
Vroeger liep de spoorlijn via Rahden verder via Sulingen naar Bassum aan de spoorlijn Wanne-Eickel - Hamburg, waardoor er aansluitend een verbinding was naar Bremen. Er werd gedacht aan reactivering van een deel van de spoorlijn tussen Ostwestfalen-Lippe en Bremen maar dit werd niet gerealiseerd. Vanaf de Pasen van 2009 biedt de Auenland-Draisinen GmbH op het stilgelegde traject Rahden-Ströhen (Han) draisines aan.
Op het voormalige spoorlijn naar Uchte rijdt de Museumeisenbahn Rahden-Uchte in de zomermaanden planmatige ritten met Railbussen.

## Verbindingen
De volgende treinserie doet station Rahden aan:

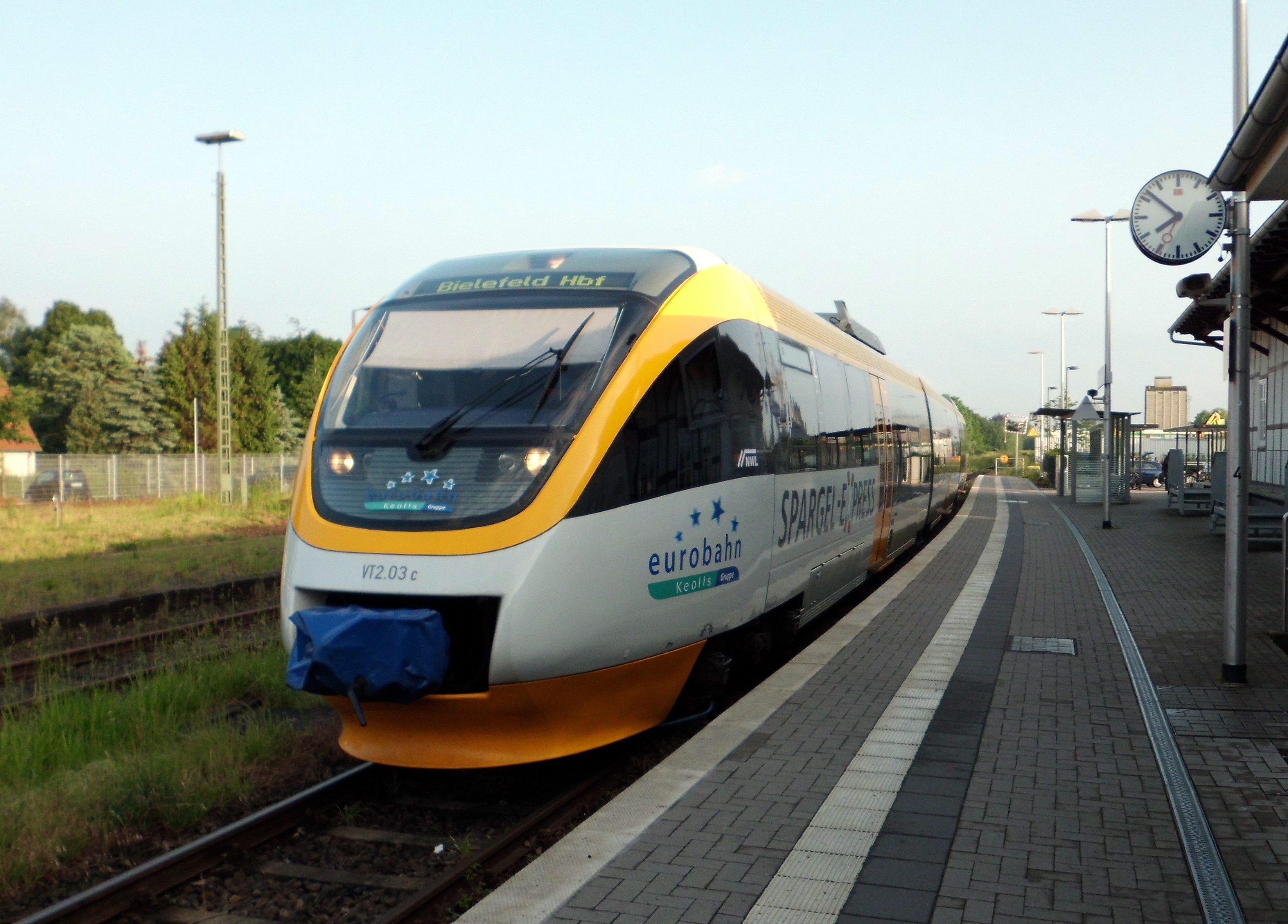
Trein van Eurobahn in station Rahden

| Serie | Treinsoort              | Route                                                          | Bijzonderheden                           |
| ----- | ----------------------- | -------------------------------------------------------------- | ---------------------------------------- |
| RB 71 | Regionalbahn (eurobahn) | Bielefeld Hbf – Herford – Bünde (Westf) – Rahden (Kr Lübbecke) | Ravensberger Bahn zondag 1x per twee uur |